# Musca Borealis
Musca Borealis, (latin för Norra flugan), var en stjärnbild på norra stjärnhimlen. Stjärnbilden introducerades av den holländske astronomen Petrus Plancius 1632. Den var placerad mellan Perseus och Vädurens stjärnbilder.

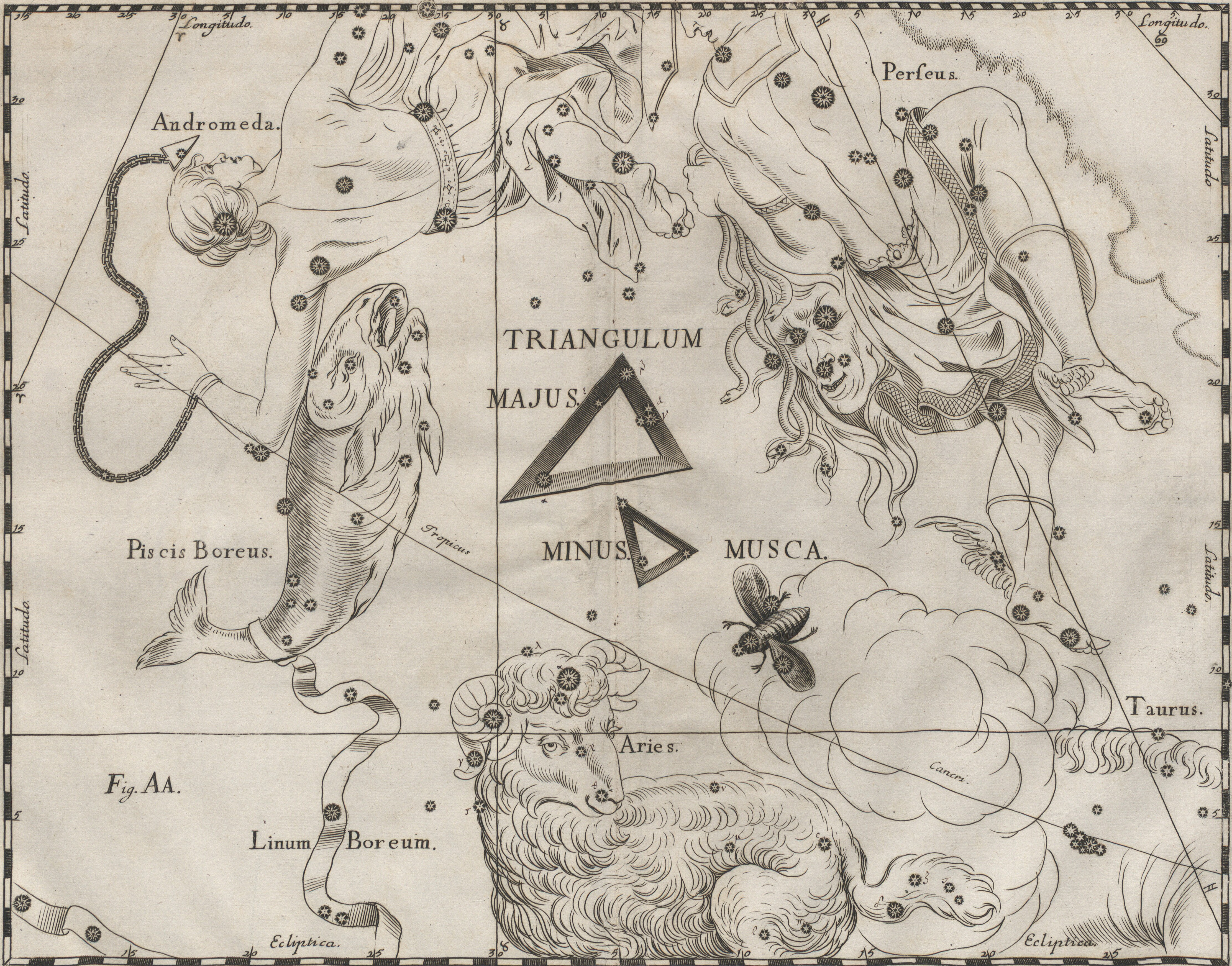
Stjärnbilden Musca på Jan Hevelius stjärnatlas (1690).

Konstellationen kallades Apes (plural för Apis, latin för bi) av Plancius. Stjärnbilden döptes om till Vespa av den tyske astronomen Jakob Bartsch 1624. Detta kan ha skett för att förebygga förväxling med en annan stjärnbild, som Plancius skapade 1598. Den hette Muia (grekiska för fluga), men döptes om 1603 av den tyske astronomen Johann Bayer till Musca (latin för fluga) .

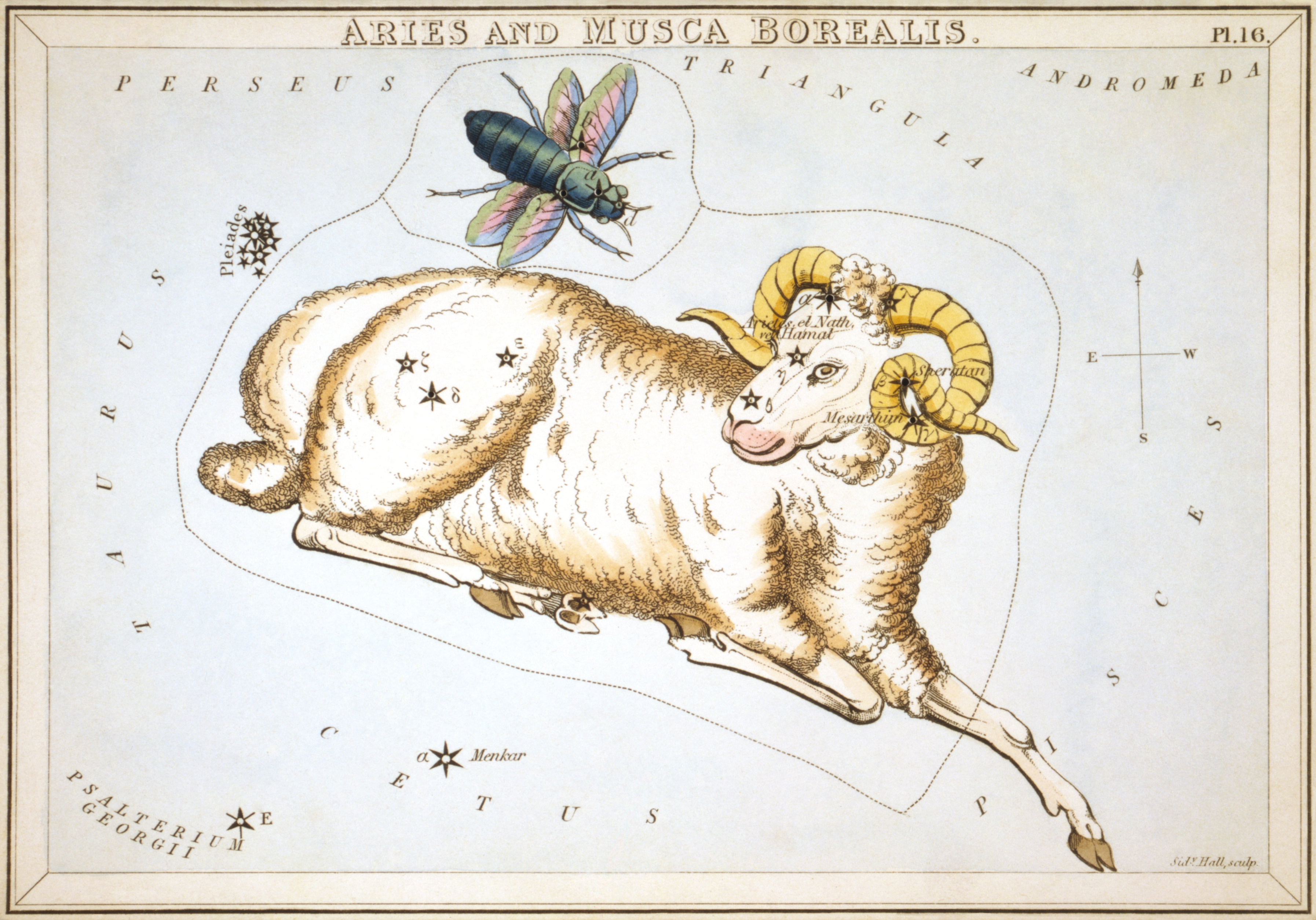
Norra flugan i Urania’s Mirror (1825).

1679 använde den franske arkitekten och kartmakaren Augustin Royer stjärnorna i konstellationen för att skapa stjärnbilden Lilium för att ära sin konung, Ludvig XIV.
Namnet "Musca" myntades i Jan Hevelius stjärnatlas 1690. Den döptes snart om till "Musca Borealis" – Norra flugan – för att särskiljas från den Södra flugan, Musca Australis, som numera kort och gott heter Musca, eller Flugan, eftersom den Norra flugan flugit sin kos..

## Stjärnor
Norra flugan var en diskret stjärnbild som innehöll fyra stjärnor som var synliga för blotta ögat. Alla dessa hör numera till Vädurens stjärnbild.
- 33 Arietis 5,30[5]
- 35 Arietis 4,67[6]
- 39 Arietis 4,51[7]
- 41 Arietis 3,61[1]